# 東武宇都宮駅
東武宇都宮駅（とうぶうつのみやえき）は、栃木県宇都宮市宮園町にある東武鉄道宇都宮線の駅である。同線の終点。駅番号はTN 40。

## 歴史
都市計画に基づく市街化が郊外へ進展する過程にあった1931年、市内西原（現・明保野町）へ移転した宇都宮刑務所（黒羽刑務所の前身）の跡地の払い下げを受けて開業した。
- 1931年（昭和6年）
  - 8月11日 - 開業[1]<[2]。
  - 8月18日 - 駅広場で宇都宮線開通式を挙行[2]。
- 1945年（昭和20年）7月12日 - 宇都宮空襲により駅舎全焼[3]。
- 1959年（昭和34年）
  - 11月10日 - 駅ビル「宇都宮東武ビル」完成[4]。
  - 11月28日 - 東武宇都宮駅大改良工事完成、東武宇都宮百貨店開店[5]。東武宇都宮 - 南宇都宮間の営業キロが0.1 km短縮[6]。
- 1960年（昭和35年）12月31日 - 貨物取扱廃止[7]。
- 1973年（昭和48年）3月1日 - 宇都宮東武ビル新館完成[8]。
- 1985年（昭和60年）3月20日 - 東武宇都宮百貨店リフレッシュと同時に、駅構内を南へ10 m移動し駅構内を拡大[9]。
- 1991年（平成3年）8月21日 - 東武鉄道の駅として初めて発車メロディを導入[10]。
- 1995年（平成7年）
  - 9月28日 - 宇都宮東武ビル西館完成[11]。
  - 10月1日 - 東武宇都宮百貨店新装グランドオープン[11]。
- 2006年（平成18年）3月1日 - 西口と改札階を連絡するエレベーターが供用開始。
- 2007年（平成19年）
  - 3月18日 - ICカード「PASMO」の利用が可能となる。
  - 10月15日 - ワンマン運転に備えてホームセンサーを設置。
  - 10月31日 - ワンマン運転に伴い運転士発車案内メロディを導入。
- 2012年（平成24年）3月17日 - 東武鉄道の駅ナンバリング導入に伴い、TN 40を当駅に付番。
- 2019年（令和元年）6月15日 - 発車メロディを1年間の期間限定で「カリフォルニア・シャワー」に変更[12]。
- 2020年（令和2年）6月15日 - 期間限定で発車メロディに使用されている「カリフォルニア・シャワー」が継続使用となる。

## 駅構造
頭端式ホーム1面2線を有する高架駅。側線が1線あり、この線路が欠番となっている旧1番線であり、深夜の車両留置に使われる。自動改札機設置。
改札口西側に東武トップツアーズ宇都宮支店があった。出入口はオリオン通りに面した東口、バスターミナルに直結する西口と東武宇都宮百貨店3階フロアに直結する駅連絡口の3ヶ所ある。西口にはエレベーターが設置されている。東口通路部にはコインロッカーが設置されている。

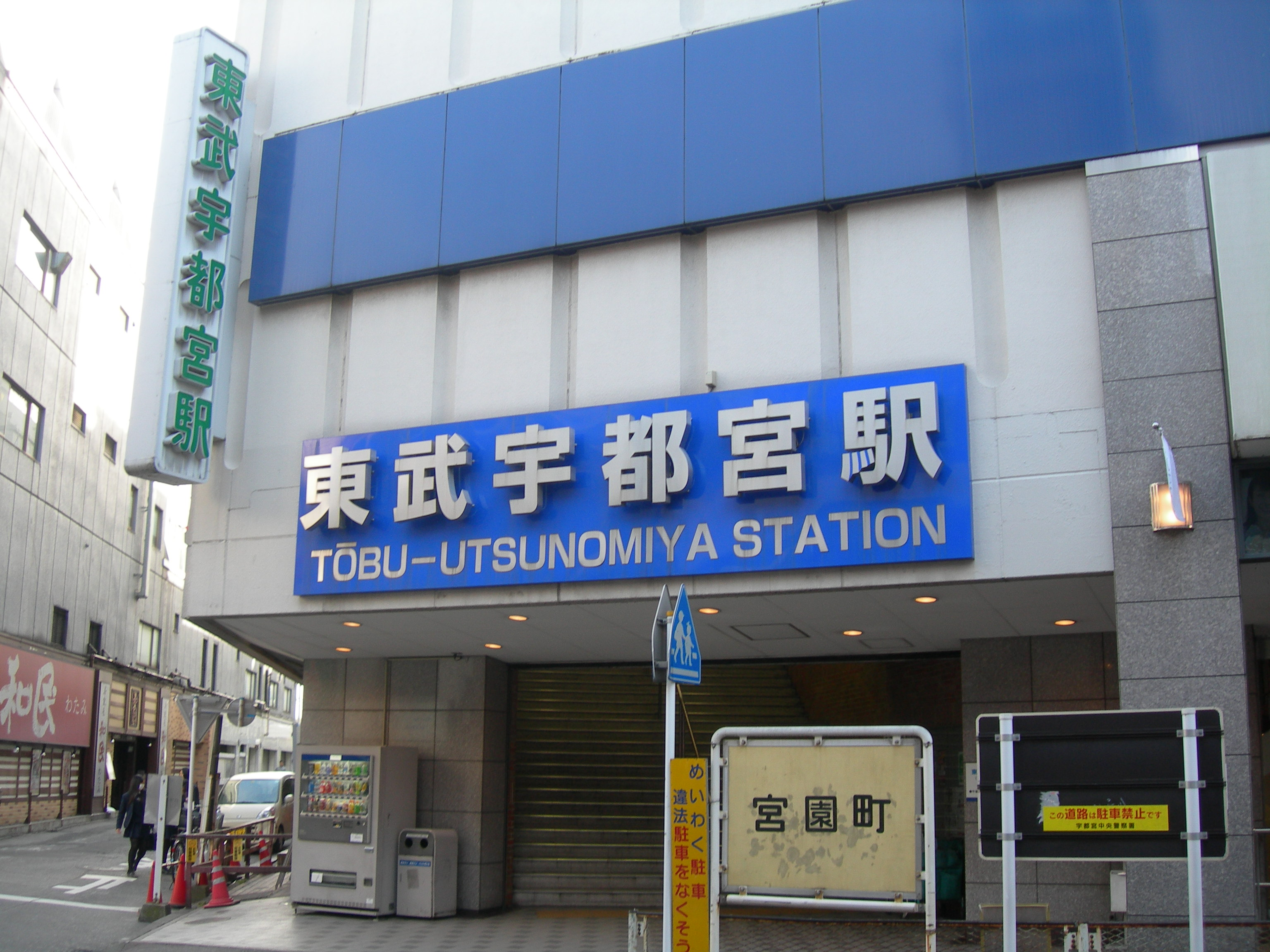
駅入口（2009年1月）
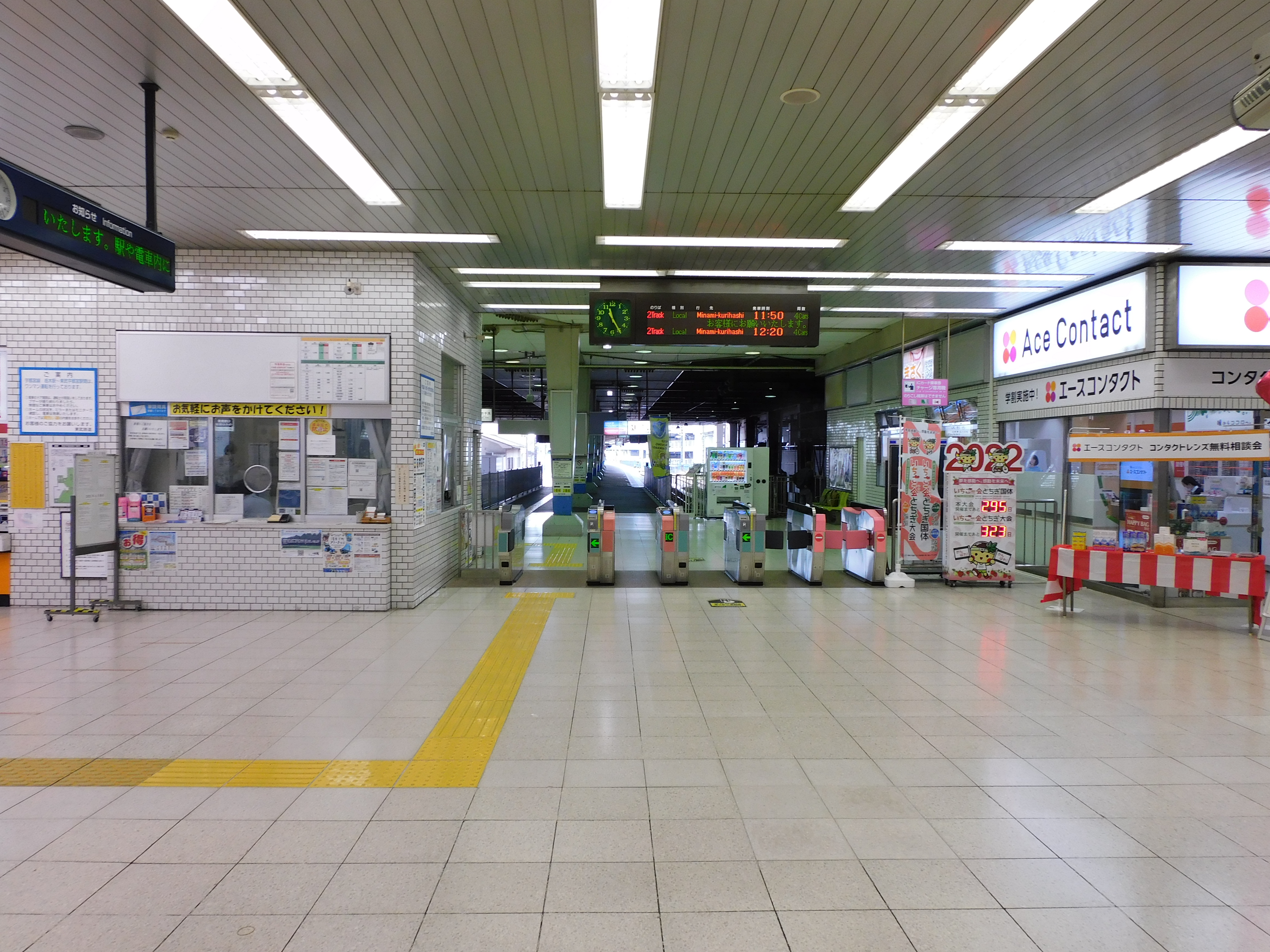
改札口（2021年12月）
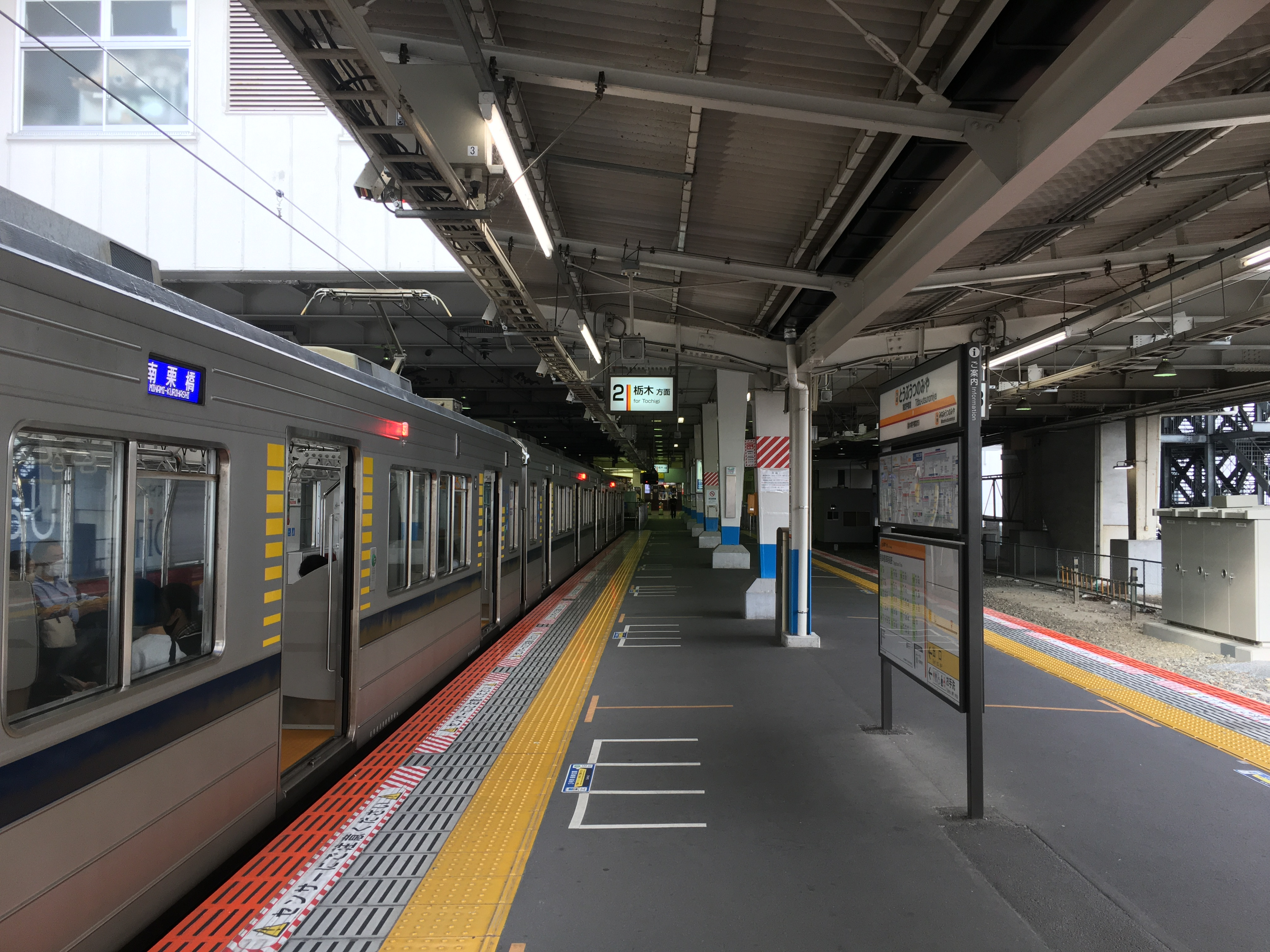
ホーム（2020年11月）
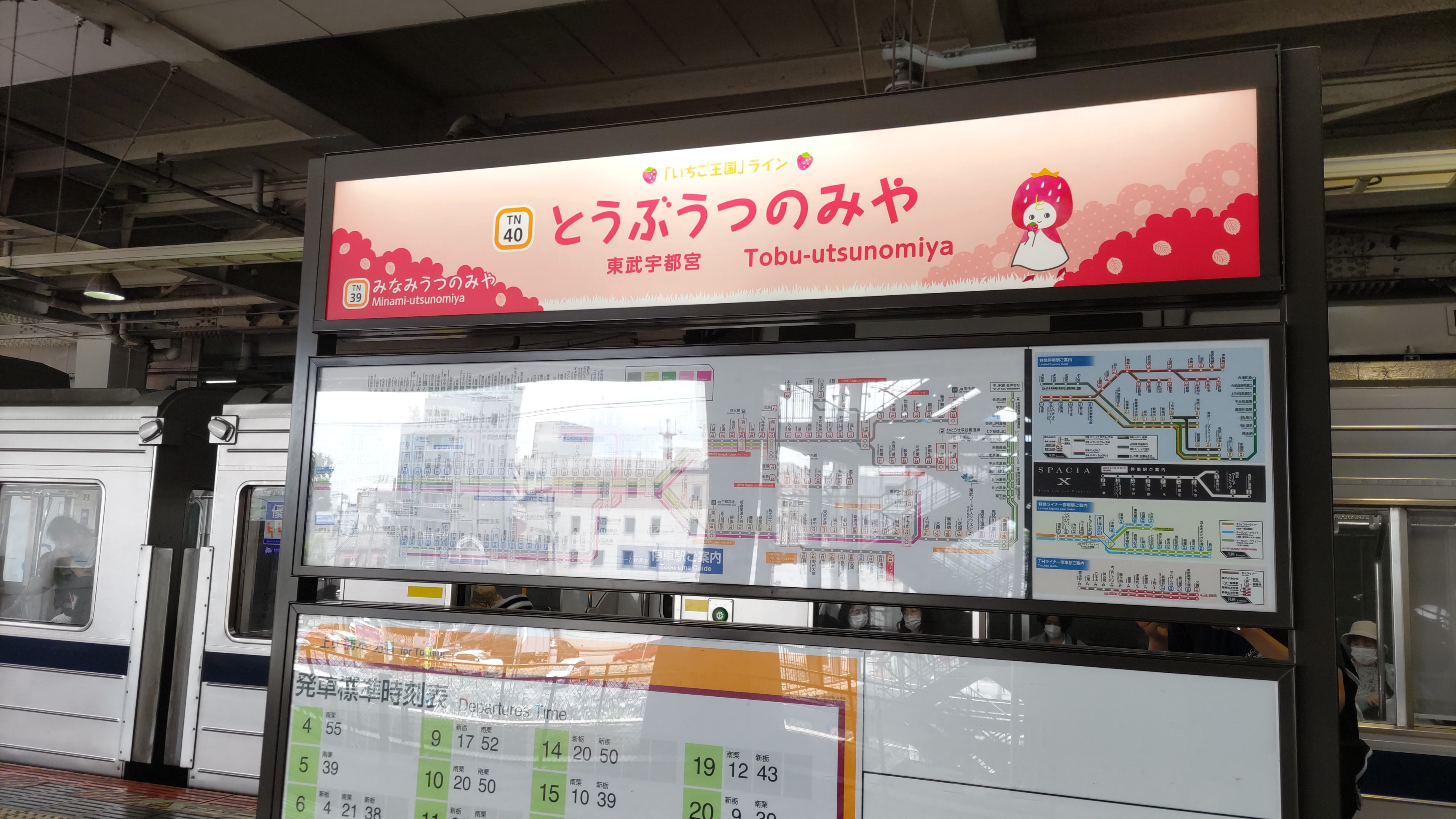
駅名標（2023年6月）

### のりば
| 番線 | 路線     | 行先             |
| ---- | -------- | ---------------- |
| 2・3 | 宇都宮線 | 栃木・南栗橋方面 |

### 付記
発車メロディーとして「カリフォルニア・シャワー」が使用されている他、運転士に出発信号機が開通したことを知らせるメロディとして「草競馬」が流れる。後者は列車発車後も信号の現示が赤に変わるまで流れる。「カリフォルニア・シャワー」に変更される以前は「Passenger」が使用されていた。

## 利用状況
2024年度の一日平均乗降人員は8,634人である。
中心街に立地する当駅であるが、近距離輸送が主体のため、近・中・長距離全ての機能をもつJR宇都宮駅に利用客数で大きく水をあけられている。一方で東京のターミナル駅までは当駅から東武線利用の方が圧倒的に安い。
- JR線：普通列車108分、運賃1980円（宇都宮・上野駅間）
- 東武線：普通列車等149分、運賃1230円（当駅・浅草駅間）

近年の1日平均乗降人員および乗車人員の推移は下記の通り。
| 年度               | 1日平均 乗降人員 | 1日平均 乗車人員 | 出典       |
| ------------------ | ---------------- | ---------------- | ---------- |
| 1997年（平成09年） | 15,715           |                  |            |
| 1998年（平成10年） | 14,995           |                  |            |
| 1999年（平成11年） | 14,006           |                  |            |
| 2000年（平成12年） | 13,449           |                  |            |
| 2001年（平成13年） | 12,852           |                  |            |
| 2002年（平成14年） | 12,300           |                  |            |
| 2003年（平成15年） | 11,785           |                  |            |
| 2004年（平成16年） | 11,671           |                  |            |
| 2005年（平成17年） | 11,522           |                  |            |
| 2006年（平成18年） | 11,287           | 5,682            |            |
| 2007年（平成19年） | 11,078           | 5,577            |            |
| 2008年（平成20年） | 10,919           | 5,447            |            |
| 2009年（平成21年） | 10,408           | 5,222            |            |
| 2010年（平成22年） | 9,982            | 5,011            |            |
| 2011年（平成23年） | 9,861            | 4,855            |            |
| 2012年（平成24年） | 10,106           | 5,016            |            |
| 2013年（平成25年） | 10,285           | 5,119            |            |
| 2014年（平成26年） | 10,194           | 5,061            |            |
| 2015年（平成27年） | 9,995            | 4,957            |            |
| 2016年（平成28年） | 9,961            | 4,997            |            |
| 2017年（平成29年） | 9,894            | 4,950            |            |
| 2018年（平成30年） | 9,863            | 4,935            |            |
| 2019年（令和元年） | 9,604            |                  |            |
| 2020年（令和02年） | 7,325            |                  |            |
| 2021年（令和03年） | 7,770            | 3,900            | [ 東武 3 ] |
| 2022年（令和04年） | 8,261            | 4,133            | [ 東武 4 ] |
| 2023年（令和05年） | 8,607            | 4,304            | [ 東武 5 ] |
| 2024年（令和06年） | 8,634            | 4,309            | [ 東武 1 ] |

## 駅周辺
当駅は宇都宮の中心市街地・繁華街に位置し、栃木県庁、宇都宮市役所、宇都宮中央郵便局などは、市中心部を避けて設置されたJR宇都宮駅よりも当駅の方が近い。当駅と東武宇都宮百貨店が直結しており、ターミナルデパートになっている。県下最大の繁華街で全天候型アーケード商店街の「オリオン通り」が、バンバ通りから東武宇都宮百貨店（当駅東口）まで続いている。
駅東口は旧宇都宮城の大手門から宇都宮二荒山神社および八幡山南麓（旧粉河寺跡）の間に形成された宇都宮の中心市街地の西縁に位置し、県下最大の繁華街となっている。周辺には雑居ビルや飲食店が密集するほか、銀行支店、ホテル、映画館なども立地する。
当駅や当駅界隈を地元では「東武」と呼ぶことが多いが、この言葉には同じ場所にある「東武宇都宮百貨店」の意味合いが強く含まれるものである。都市の規模に比べれば小振りの駅ではあるが、地元では東武宇都宮百貨店と一体でランドマーク的に認識されており、付近にある店の支店名は「東武店」、バス停名は「東武駅前」「東武西口」、交差点名は「東武西口」などとされている。
なお、宇都宮駅東口停留場から発着する宇都宮ライトレールの将来的な西側延伸時には、当駅付近（大通り上）に停留場の設置が予定されている。
| - 東武宇都宮百貨店宇都宮店 - MEGAドン・キホーテ宇都宮店 - うつのみや表参道スクエア - ヨークベニマル 戸祭店 - メガセンタートライアル宇都宮店 - 商工組合中央金庫宇都宮支店 - 栃木銀行 本店営業部 - 常陽銀行 宇都宮支店 - JAうつのみや中央支所 - 信金中央金庫栃木県分室 - 栃木県庁 - 栃木県庁内郵便局 - 栃木県警察本部 - 栃木県立図書館 - 栃木県総合文化センター - 栃木会館 - 宇都宮市役所 - 宇都宮城址公園 - うつのみや妖精ミュージアム - 宇都宮市中央生涯学習センター - 宇都宮市総合福祉センター - 東京出入国在留管理局宇都宮出張所 - 宇都宮地方法務合同庁舎 - 宇都宮地方法務局 - 宇都宮地方検察庁 - 宇都宮地方裁判所 - 宇都宮家庭裁判所 - NHK宇都宮放送局 | - 宇都宮共和大学 - 宇都宮ビジネス電子専門学校 - 宇都宮アート&スポーツ専門学校 - 栃木県立宇都宮女子高等学校 - 栃木県立宇都宮中央高等学校 - 宇都宮短期大学附属中学校・高等学校 - 宇都宮クラーク高等学院 - 宇都宮メディア・アーツ専門学校 - 宇都宮中央郵便局 - ゆうちょ銀行宇都宮店 - かんぽ生命宇都宮支店 - 東武宇都宮駅前郵便局 - 宇都宮千手町郵便局 - 宇都宮塙田郵便局 - 宇都宮小幡郵便局 - 宇都宮西一郵便局 - 宇都宮一条郵便局 - ライザップ(RIZAP)宇都宮店 - カーブス 東武宇都宮 |

### JR宇都宮駅との位置関係
宇都宮中心市街地の西部に立地する当駅と、市街地の東部・田川の対岸に建設された東日本旅客鉄道（JR東日本）宇都宮駅とは東に約1.5 km離れており、徒歩の場合、オリオン通りや大通りなどを通って約20分を要する。
一方、当駅西口もしくは東口から路線バスを利用した場合、JR宇都宮駅までの所要時間は5 - 10分である。JR宇都宮駅へは駅（西口）バスターミナルを発着する路線バスが利用可能だが、東口を出て徒歩約3分にある大通り上の「東武駅前」バス停を発着する路線バスの方が便数が多い（約1 - 5分間隔運転、日中でも毎時30便程度ある）。

## バス路線
当駅のバス停留所は構内外に4停留所ある。
| 駅出口 | 場所           | 停留所名         | 乗降場             | 備考                                     |
| ------ | -------------- | ---------------- | ------------------ | ---------------------------------------- |
| 西口   | 構内           | 宇都宮東武       | 1 - 4              | JR駅・真岡・益子・柳田車庫・西原車庫方面 |
| 西口   | 東京街道       | 東武西口         | （駅側と向かい側） | JR駅・石橋・江曽島・羽田空港方面         |
| 東口   | 東武馬車道通り | オリオン通り入口 | （1ヶ所）          | 市内循環きぶな号（JR駅方面）             |
| 東口   | 大通り         | 東武駅前         | （駅側と向かい側） | 徒歩3分。JR駅方面頻発。市内近郊各方面。  |

### 宇都宮東武バス停
構内バスターミナル。鉄道・デパート・バスの三者を合わせた東武グループの施設であり、現在も関東自動車 (栃木県)の旧東野交通系路線がメインのターミナルである。
- 1番のりば　JR宇都宮駅・宇都宮大学・真岡・益子方面
  - 二荒山神社前 - JR宇都宮駅 - 宇大前 - 石法寺  - 真岡営業所
  - 二荒山神社前 - 宇都宮駅 - 宇大前 - 橋場 - 真岡駅 - 真岡営業所
  - 二荒山神社前 - 宇都宮駅 - 宇大前 - ベルモール前 - 益子駅
  - 二荒山神社前 - 宇都宮駅 - 宇大前 - 益子駅
  - 二荒山神社前 - 宇都宮駅 - 宇大前 - 星の杜中学校・高等学校

- 3番のりば  平出工業団地・柳田車庫方面
  - [ 12 ] 二荒山神社前 - 宇都宮駅 - 越戸 - 平出工業団地（宇都宮営業所）
  - [ 12 ] 二荒山神社前 - 宇都宮駅 - 越戸 - 柳田車庫

- 4番のりば 西原車庫方面
  - 西原車庫

### 東武西口バス停
東京街道上のバス停留所
- JR宇都宮駅方面
  - 関東バス（関東自動車）
    - [ 01 ] 馬場町 - JR宇都宮駅
- 東京街道・陽南方面
  - 関東バス
    - [ 25 ] 一条 - SUBARU前 - 雀宮駅入口 - 雀宮陸上自衛隊 - 石橋駅
    - [ 31 ] 一条 - SUBARU前 - 県立がんセンター前 - 江曽島駅 - 江曽島（西川田東）
- 高速バス
  - 関東バス・東京空港交通
    - 高速バス：羽田空港（マロニエ号）

### オリオン通り入口バス停
東武馬車道通りの当駅に近接するバス停留所。
かつて、付近には国鉄自動車局の宇都宮一条町駅があり、宇都宮市東部、芳賀郡、茨城県東茨城郡や西茨城郡、さらに水戸方面への長距離路線バスが発着していた。駅廃止後は市内循環バスが通るのみとなっている。
- JR宇都宮駅方面 
  - 関東バス 市内循環「きぶな号」
    - [ 34 ] 宇都宮市役所 - 日野町通り - JR宇都宮駅

### 東武駅前バス停
大通り上。東口から北へ200メートルの大通りにある関東バスとJRバス関東のバス停留所。大通りを通る高速バスを除く全路線が停車する。宇都宮市内の路線バスが集中するメインルート上に位置し、周辺各地に向かうほぼすべてのバスに乗車可能である。
- JR宇都宮駅・駅東方面
  - 関東バス
    - [ 01・50・53 ] 馬場町 - JR宇都宮駅
    - [ 12 ] 馬場町 - JR宇都宮駅 - 白楊高校 - 越戸 - 柳田車庫・平出工業団地
- JR宇都宮駅・宇大・芳賀・茂木方面
  - JRバス関東
    - [ 11 ] 馬場町 - JR宇都宮駅 - 宇大前 - 鐺山十字路  - 道場宿 - 芳賀町工業団地管理センター前 - 芳賀温泉ロマンの湯 - 祖母井 - 芳賀町役場東 - 祖陽が丘団地 - 市塙駅入口 - 天矢場 - 道の駅もてぎ北 - 茂木駅
- JR宇都宮駅・田原街道・大曽・豊郷方面
  - 関東バス
    - [ 16 ] 馬場町 - JR宇都宮駅 - 竹林十文字 - 上大曽 - 富士見ヶ丘団地
    - [ 16 ] 馬場町 - JR宇都宮駅 - 宇商高 - 上大曽 - 富士見ヶ丘団地
    - [ 18 ] 馬場町 - 宇商高 - 済生会病院（JR宇都宮駅は経由しない）
    - [ 61 ] 馬場町 - JR宇都宮駅 - 宇商高 - 上大曽 - 宝井（一部岩本経由） - 宇都宮グリーンタウン
    - [ 62 ] 馬場町 - JR宇都宮駅 - 宇商高 - 上大曽 - 岩本 - 田原 - 今里 - 大宮 - 玉生車庫
- JR宇都宮駅 ・白沢街道・堀切方面
  - 関東バス
    - [ 70 ] 馬場町 - JR宇都宮駅 - 竹林十文字 - 堀切 - 釜井台団地
    - [ 71 ] 馬場町 - JR宇都宮駅 - 竹林十文字 - 堀切 - 白沢河原
    - [ 73 ] 馬場町 - JR宇都宮駅 - 竹林十文字 - 堀切 - 御幸が原 - 奈坪台
- JR宇都宮駅・簗瀬・屋板・上三川方面
  - 関東バス
    - [ 80 ] 馬場町 - JR宇都宮駅 - 簗瀬金堀 - ミツトヨ前 - 東高校前 - 瑞穂野団地
    - [ 84 ] 馬場町 - JR宇都宮駅 - 簗瀬金堀 - ミツトヨ前 - 東高校前 - 瑞穂野団地 - 本郷台・西汗
    - [ 81 ] 馬場町 - JR宇都宮駅 - 簗瀬金堀 - ミツトヨ前 - 東高校前 - 東汗
    - [ 85 ] 馬場町 - JR宇都宮駅 - 簗瀬金堀 - 屋板 - 南高校前 - （インターパーク宇都宮南） - 上三川車庫
- 栃木街道・鶴田方面
  - 関東バス
    - [ 34 ] 陽西通り - 文化会館前 - 南宇都宮駅 - 宇高前 - 鶴田駅
    - [ 36 ] 六道 - 文化会館前 - 宇高前 - 鶴田駅 - 江曽島駅入口 - 西川田東
    - [ 37 ] 桜通十文字 - 文化会館西口 - 宇高前 - 鶴田駅 - 江曽島駅入口 - 西川田駅
- 日光街道・戸祭方面
  - 関東バス
    - [ 50 ] 清住町 - 松原町 - 栃木医療センター前 - 戸祭 - 宝木 - 細谷車庫
    - [ 51 ] 桜通十文字 - 戸祭一丁目 - 栃木医療センター正門前 - 戸祭 - 仁良塚 - ろまんちっく村
    - [ 52 ] 桜通十文字 - 戸祭一丁目 - 栃木医療センター前 - 山王団地 - 徳次郎 - 石那田 - 篠井ニュータウン
    - [ 53 ] 桜通十文字 - 和尚塚 - 戸祭四丁目 - 宝木 - 細谷車庫
    - [ 56 ] 桜通十文字 - 戸祭一丁目 - 栃木医療センター前 - 徳次郎 - 石那田 - （一部篠井ニュータウン経由） - 大沢 - 今市車庫 - JR日光駅 - 日光東照宮
    - [ 58 ] 桜通十文字 - 戸祭一丁目 - 栃木医療センター前 - 徳次郎 - 石那田 - 塩野室 - 船生
- 作新学院・宝木方面
  - 関東バス
    - [ 55 ] 桜通十文字 - 作新学院前 - 宝木 - 細谷車庫 - 宝木団地
- 作新学院・大谷街道方面
  - 関東バス
    - [ 10 ] 桜通十文字 - 作新学院前 - 中丸 - 駒生営業所
    - [ 45 ] 桜通十文字 - 作新学院前 - 荒針 - 大谷観音 - 立岩
    - [ 47 ] 桜通十文字 - 作新学院前 - 荒針 - ニューサンピア栃木 - JR鹿沼駅前 - 鹿沼営業所

  - JRバス関東
    - [ 11 ] 桜通十文字 - 作新学院前
- 鹿沼方面
  - 関東バス
    - [ 41 ] 六道 - 上欠下 - 上石川 - 運転免許センター（一部非経由） - 楡木車庫
    - [ 43 ] 桜通十文字 - 三の沢 -（一部 共和大学・宇都宮短期大学経由） - 長坂坂上 - 千渡 - JR鹿沼駅前 - 鳥居跡町（新鹿沼駅） - 鹿沼営業所

## 登場する作品
- 惡の華 - 押見修造の漫画作品。第8巻（2013年）の付録に登場する。

## 隣の駅
東武鉄道
 宇都宮線
南宇都宮駅（TN 39） - 東武宇都宮駅（TN 40）